# Osmerus eperlanus

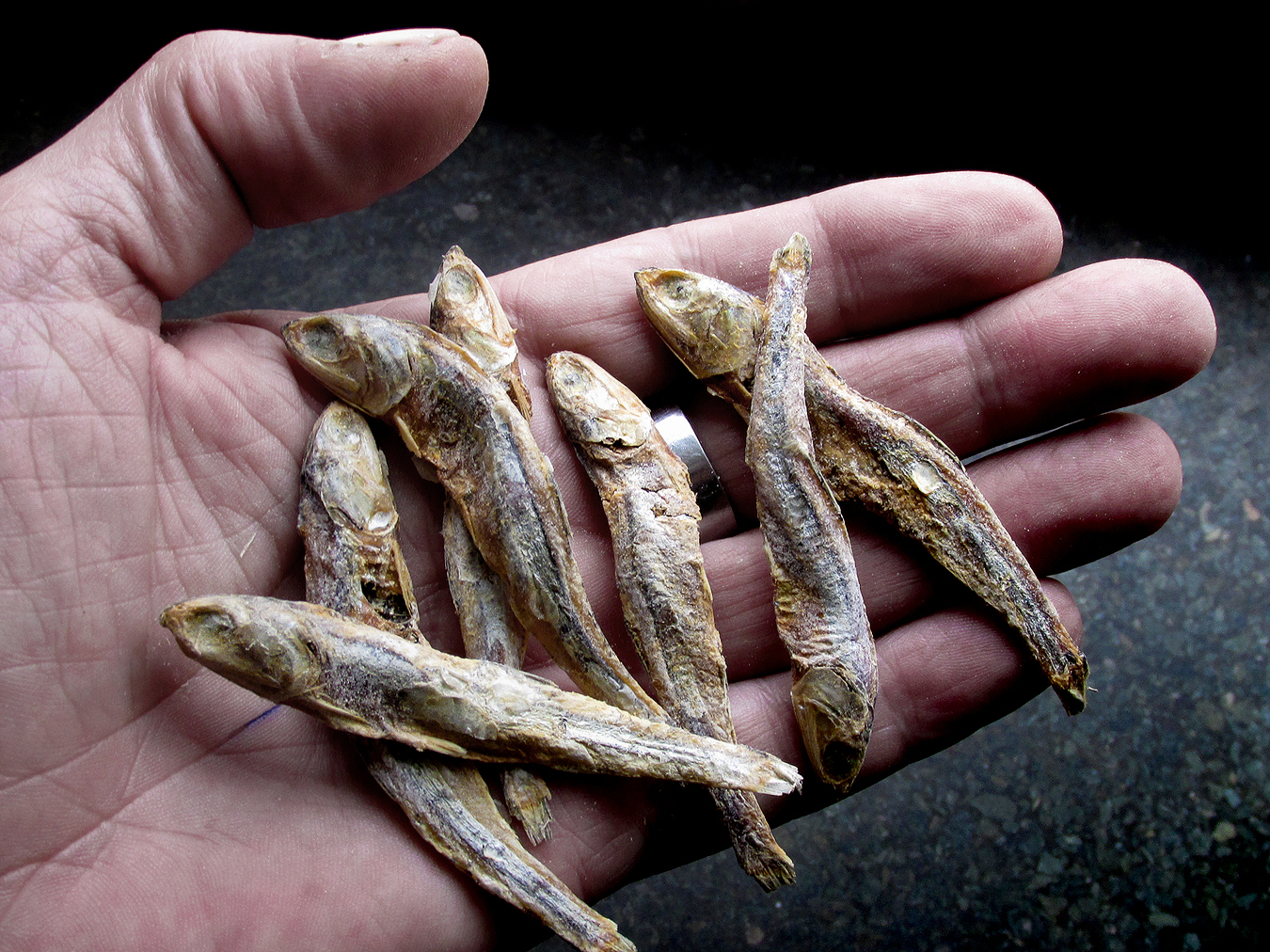
Sperlano.

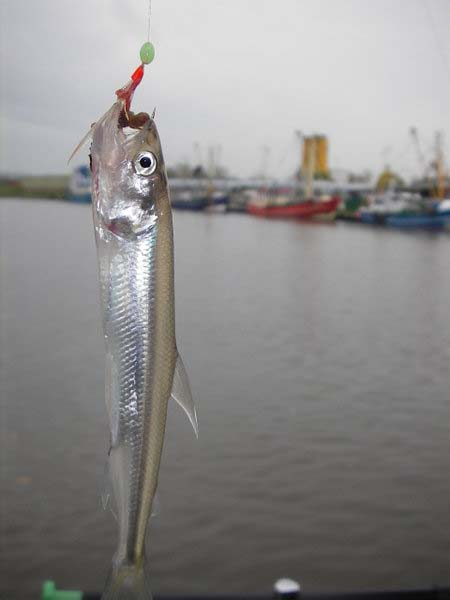

Lo sperlano (Osmerus eperlanus) è un pesce anadromo o d'acqua dolce appartenente alla famiglia Osmeridae.

## Distribuzione e habitat
La specie è diffusa in mare su tutto le coste europee bagnate dall'Oceano Atlantico settentrionale, dal Mar Bianco fino all'estuario della Gironda a sud, compreso il Mar del Nord e il Mar Baltico. Queste popolazioni hanno abitudini anadrome mentre nella zona orientale dell'areale molte popolazioni vivono confinate nei laghi, sempre in acqua dolce.
In mare vive vicino alle coste o negli estuari mentre nei laghi abita le zone profonde.

## Descrizione
La specie è caratterizzata da corpo fusiforme e slanciato, con pinna dorsale breve e pinna anale piuttosto lunga; le pinne ventrali sono inserite piuttosto indietro mentre la pinna caudale è profondamente forcuta. È presente una piccola pinna adiposa.
La linea laterale è molto breve e si interrompe subito dopo la testa.
L'occhio è grande, la bocca grande (la mascella arriva all'occhio), armata di forti denti e con la mandibola sporgente rispetto alla mascella, il che rende il muso appuntito.

La livrea è verde olivaceo chiaro sul dorso con una banda di vivo color argento sui fianchi. Il ventre è biancastro.

Le dimensioni sono piccole dato che non supera i 40 cm (in media 20 cm al massimo).

## Riproduzione
Le forme anadrome risalgono i fiumi in febbraio-maggio fino a trovare fondi sabbiosi o ciottolosi dove avviene l'accoppiamento. Le uova, fino a 40.000 sono grandi, fino a 1 cm di diametro, di colore giallastro ed appiccicose.

Le forme lacustri sedentarie depongono in ambienti adatti nel lago dove vivono o risalgono brevemente gli immissari. Lo sviluppo larvale è lungo, durando anche 2 anni. La maggior parte degli adulti muore dopo la prima riproduzione.

## Alimentazione
È una specie esclusivamente carnivora che cattura crostacei e piccoli pesci. I giovani sono planctofagi, così come alcune varietà nane lacustri.

## Pesca
Viene pescato soprattutto da pescatori professionisti con reti. Esiste comunque anche una pesca sportiva con la lenza allo sperlano. Le carni hanno un deciso odore di cetriolo non da tutti apprezzato. Affumicato è considerato un alimento pregiato.